# Riccardo Francalancia
Riccardo Francalancia (Assisi, 9 novembre 1886 – Roma, 20 maggio 1965) è stato un pittore italiano.
Fu uno dei più importanti esponenti del movimento di Valori plastici.

## Biografia
Studiò presso il collegio degli scolopi a Spello e si perfezionò alla Scuola diplomatico-coloniale dell'Università di Roma. Intorno al 1910 frequentò i circoli culturali romani, come quelli dei fratelli Bragaglia e il caffè Aragno, che lo condussero alla collaborazione con la rivista La Ronda.
Nell'immediato dopoguerra fu uno dei creatori del movimento dei Valori plastici, riunendo a Roma, attorno alla rivista dello stesso nome, diretta da Mario Broglio, alcuni artisti che volendo superare la polemica futurista, desideravano rimpiazzare l'arte italiana dal descrittivismo ottocentesco, riportando in auge i valori della forma, intesa come volume metafisico quattrocentesco.
Venne incoraggiato al proseguimento artistico dal critico Broglio e sin dai suoi esordi evidenziò l'inclinazione per nature morte e paesaggi di impronta realistica, comprendenti anche elementi di primitività.
In questo movimento parteciparono personaggi come De Chirico, Morandi, Carrà, e Francalancia si distinse per la sua caratterizzazione di una vena candida, surnaturale, che gli consentì di interpretare in modo originale il paesaggio umbro, evidenziando una purezza nei profili e nei paesaggi, come ad esempio nei Paesaggio 1922, Chiesa di San Francesco 1926, Beccacce 1929.
Nel 1920 si sposò con Aurelia Rosignoli e la sua arte iniziò ad essere conosciuta ed apprezzata sin dalle prime esposizioni del movimento, a Berlino nell'ambito della mostra Das junge Italien del 1921, dove partecipò con Assisi, Natura morta con specchio e Donna con begonie, a Roma e a Firenze. L'artista non si lasciò coinvolgere dalle contaminazioni neoclassiche del Novecento,  divenendo un esempio di rettitudine artistica verso la successiva scuola romana, che da lui apprese notevolmente.
Nelle sue principali opere degli anni venti, come il Ritratto di Gustavo 1923 o l'Interno melanconico (La stanza dei giochi) 1928, Francalancia trasfigurò la realtà oggettiva incorporandola in atmosfere metafisiche trecentesche e quattrocentesche.
Successivamente si avvicinò alla poetica novecentesca con i paesaggi La rocca di Assisi, Gallese, La Chiesa di San Francesco in Assisi.
Nel 1929 ottenne un importante riconoscimento internazionale a Budapest.
Negli anni trenta l'artista introdusse aspetti sentimentali ed emotivi alle sue opere, intensificando le intonazioni cromatiche, come nel quadro Santa Chiara ad Assisi 1932.
Dopo alcuni anni di riposo a causa di un malessere nervoso, nel 1935 l'artista si rimise in luce con il Paesaggio crepuscolare e con Natura morta con alabastro.
Negli anni cinquanta e sessanta l'arte di Francalancia ottenne nuovi riconoscimenti, come ad esempio un'ampia retrospettiva al Centro Olivetti di Ivrea e una a La nuova Pesa di Roma.

## Riccardo Francalancia nei musei
- Museo della Scuola Romana, Villa Torlonia (Roma)
- Galleria nazionale d'arte moderna e contemporanea (GNAM), Roma
- MAGI '900 di Pieve di Cento (BO)
- Palazzo Merulana, Roma
- Museo di Assisi, Assisi